# Polizeikommissariat (Deutschland)

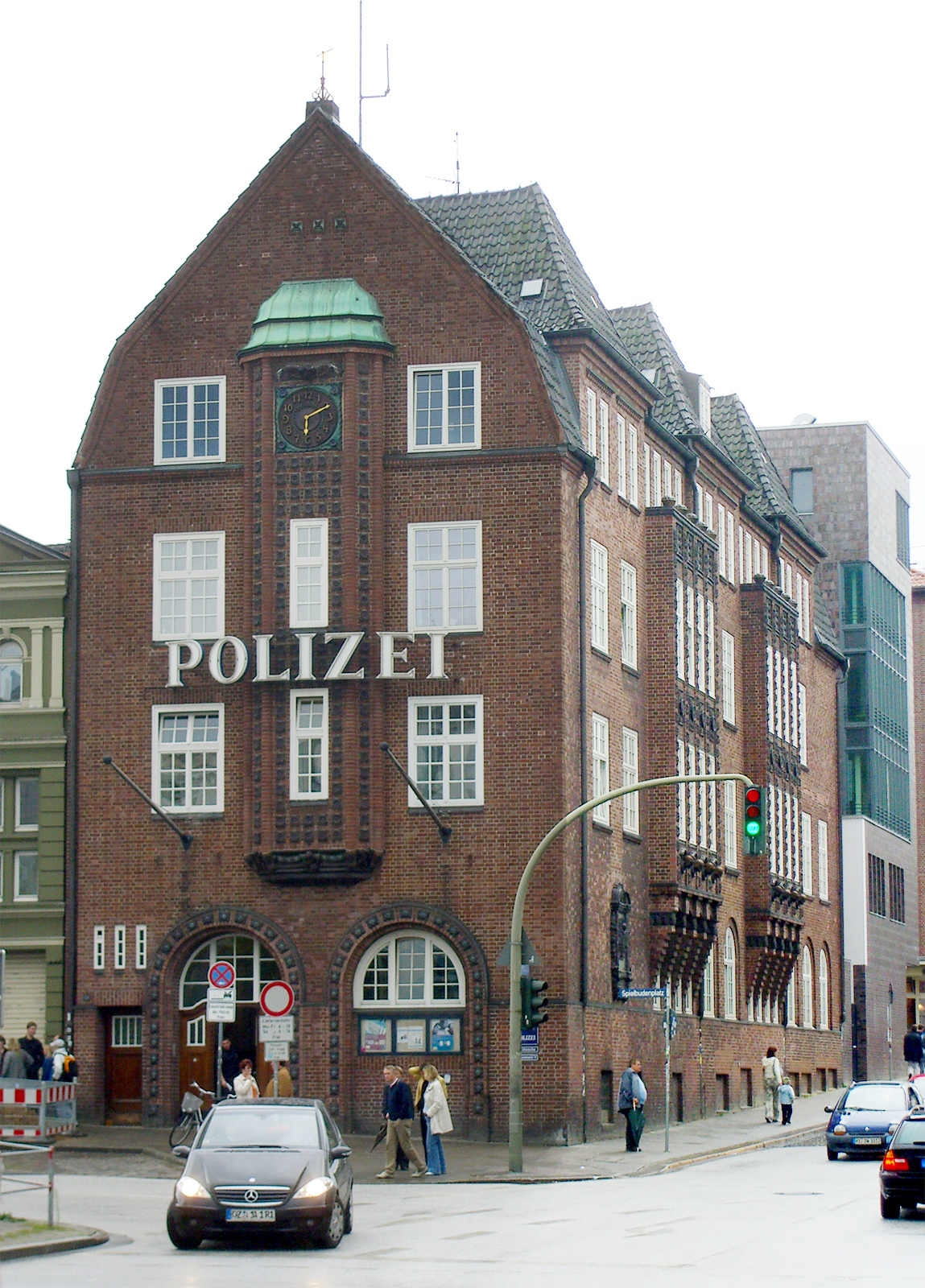
Deutschlands wohl bekanntestes Polizeikommissariat: die Davidwache in Hamburg (PK 15)

Als Polizeikommissariat (PK) werden so genannte integrierte örtliche Dienststellen (zuvor meist Polizeirevier oder -wache) der Polizei bezeichnet; das heißt, sowohl die Schutzpolizei (S) als auch die Kriminalpolizei (K) arbeiten dort „unter einem Dach“.
Personalstärke und Ausstattung sind je nach Größe des Zuständigkeitsbereiches sehr unterschiedlich. Bei größeren Polizeikommissariaten (z. B. in ländlichen Bereichen Niedersachsens oder der Großstadt Hamburg) gibt es Außenstellen, um schnell und bürgernah für die Bevölkerung erreichbar zu sein.
Das Polizeikommissariat (mit beiden Dienstzweigen „S“ und „K“) wird in der Regel von einem Beamten des höheren Polizeivollzugsdienstes geleitet. Dieser kann der Schutz- oder der Kriminalpolizei angehören.
In Hamburg ist dies durch eine Umorganisation der Polizei nicht mehr der Fall. Selbst wenn in einem Polizeikommissariat Schutz- und Kriminalpolizei räumlich untergebracht sind, handelt es sich um nunmehr getrennte Dienststellen. Die Bezeichnung Polizeikommissariat wurde jedoch beibehalten. Allerdings wird dieses ausschließlich durch Beamte des höheren Dienstes der Schutzpolizei geleitet. Örtlich in den Polizeikommissariaten untergebrachte Dienststellen der Kriminalpolizei gehören organisatorisch zum Landeskriminalamt.